# Leostyletus misakiensis
Leostyletus misakiensis is een slakkensoort uit de familie van de knuppelslakken (Eubranchidae). De wetenschappelijke naam van de soort is voor het eerst geldig gepubliceerd in 1960 door Baba.

## Verspreiding
Leostyletus misakiensis is een zeenaaktslak. Deze knuppelslakkensoort is inheems in Japan en is geïntroduceerd in Californië, waar het zich gevestigd heeft in de Baai van San Francisco. Er zijn geen andere locaties bekend vanaf de westkust van Noord-Amerika. Het wordt gevonden in gebieden en havens met zacht sediment, waaronder pieren, steigers en drijvende constructies. Het is herhaaldelijk gevonden op een cryptogene hydroïdpoliep (Obelia-soorten), maar het bereik van zijn dieet is niet bekend.